# Herman de Jong van Beek en Donk
Jhr. mr. Herman de Jong van Beek en Donk (Breda, 10 februari 1885 - Beilen, 10 november 1918) was een Nederlandse burgemeester.

## Leven en werk
De Jong was lid van de familie De Jong en een zoon van jhr. Ir. Christiaan Joannes de Jong van Beek en Donk (1847-1912), hoofdingenieur Rijkswaterstaat, en Adriana Maria du Marchie Servaas (1845-1893) uit welk huwelijk een dochter werd geboren. Na zijn studie rechten werd hij advocaat. In 1916 werd hij benoemd tot burgemeester in Beilen en als zodanig geïnstalleerd op 21 september. In 1918 werd hij benoemd tot kantonrechter-plaatsvervanger te Hoogeveen. Hij overleed na een korte ziekte op 10 november 1918, in de ouderdom van 33 jaar.